# Hypochrysops chrysonotus
Hypochrysops chrysonotus är en fjärilsart som beskrevs av Grose-smith 1899. Hypochrysops chrysonotus ingår i släktet Hypochrysops och familjen juvelvingar. Inga underarter finns listade i Catalogue of Life.